# Prudencio Vidal Guiñazú
Prudencio Vidal Guiñazú fue un militar, ganadero y político argentino, que ejerció como Gobernador de la Provincia de San Luis en 1829 y 1830.

## Biografía
Poseedor de una importante fortuna personal y familiar, fue alcalde del cabildo colonial de San Luis. Posteriormente participó de la formación de milicias provinciales, llegando a ser el jefe del ejército provincial durante la gobernación de José Santos Ortiz. Fue también el primer presidente de la Sala de Representantes, que en 1825 reemplazó al cabildo como poder legislativo de la provincia.
Al llegar el final del segundo gobierno de Ortiz, fue elegido gobernador de la provincia, asumiendo su cargo en el mes de abril de 1829. Nombró su ministro al español Antonio Navarro . Ante el inicio de la guerra civil en varias provincias vecinas, envió al ministro Navarro a firmar un tratado de alianza ante el avance del ejército del jefe unitario José María Paz. La victoria de éste en la Batalla de San Roque obligó a Vidal Guiñazú a unirse al caudillo riojano Facundo Quiroga en una campaña para reponer a Bustos en su puesto.
La división puntana enviada en ayuda de Quiroga formó parte del ejército de éste en la derrota que sufrió ante Paz en la Batalla de La Tablada. Una división del ejército de Paz invadió San Luis, derrocando a Vidal Guiñazú con ayuda de algunos dirigentes unitarios. El gobernador se negó a considerarse derrocado, y se mantuvo en rebeldía en distintas zonas del norte de la provincia, resistiendo las persecuciones enviadas para capturarlo. En el mes de diciembre logró recuperar la capital provincial, pero tras la Batalla de Oncativo fue obligado a abandonar definitivamente la provincia, posiblemente trasladándose a Buenos Aires, en marzo de 1830.
Volvió a su provincia en 1831, acompañando a Quiroga, y apoyó los gobiernos de Santiago Funes, Cornelio Lucero y José Gregorio Calderón. Ejerció repetidamente como comandante de armas de la provincia, y tuvo una destacada participación en la defensa contra los malones de los indígenas ranqueles.
A partir de fines de los años 30 su nombre no vuelve a figurar en política, por lo que se lo considera fallecido antes de 1840.